# Levnadsstandard
Levnadsstandard avser nivån på invånarnas ekonomi och levnadsförhållanden. Detta mäts vanligen med bruttonationalprodukten (BNP) per capita, eventuellt justerad för prisnivå, köpkraftsparitet och liknande. Hushållsarbete och den svarta ekonomin saknas i regel i uträkningarna. Ett antal andra mått försöker ta hänsyn också till de faktiska levnadsförhållandena och hur till exempel demokrati, rättsväsende, sjukvård eller utbildningssystem fungerar.
Human Development Index (HDI) är ett välfärdsmått som tagits fram av FN:s biståndsorgan, UNDP.
Gender-related development index (GDI) mäter samma saker som HDI men tar även hänsyn till skillnader mellan könen. Ett annat välfärdsmått är WISP, (Weighted Index of Social Progress) där man tar med cirka 40 st olika faktorer så som jämställdhet och miljö.